# Stefan Holm

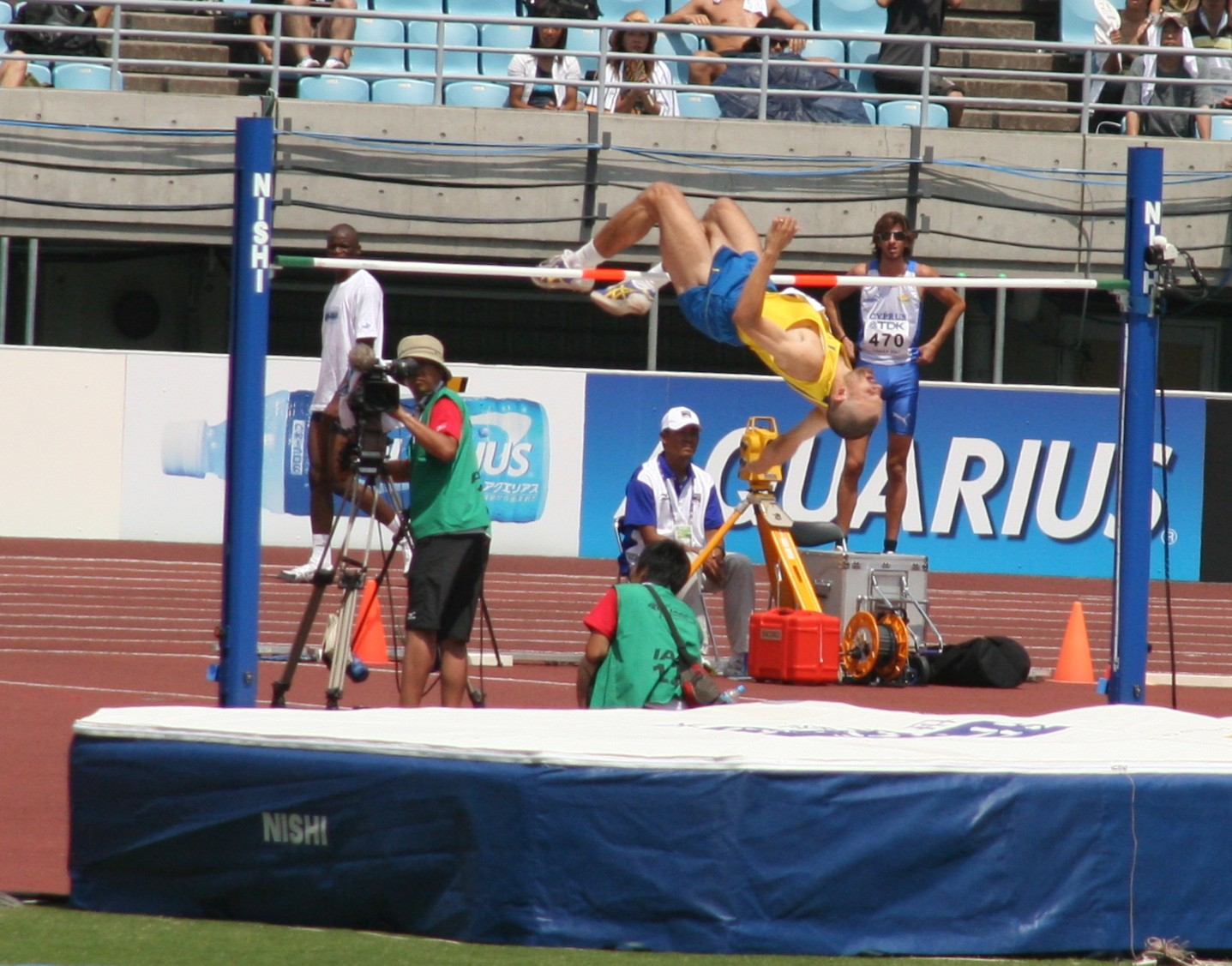
Stefan Holm in actie tijdens de WK van 2007 in Osaka.

Stefan Christian (Stefan) Holm (Forshaga, 25 mei 1976) is een Zweedse voormalige hoogspringer, olympisch kampioen, viervoudig wereldindoorkampioen en tweevoudig Europees kampioen.

## Sportcarrière
Holms geboorteplaats Forshaga ligt bij Karlstad. Zijn grote doorbraak op wereldniveau kwam op de Olympische Spelen van 2000 te Sydney, waar hij als vierde eindigde met een sprong van 2,32 m. Hoewel hij nog maar 24 jaar oud was, sprong Holm al de helft van zijn leven.
Holm werd getraind door zijn vader Jonny Holm. Hij is niet altijd een hoogspringer geweest. Als kind speelde Stefan vooral voetbal (daarin trad hij in de voetsporen van zijn vader, die een doelman is geweest bij ÖDIK in vierde klasse). Maar in 1991 realiseerde Stefan zich dat hij een betere hoogspringer was dan een voetballer.
Hoewel hij maar 1,81 m groot is, heeft hij een persoonlijk record van 2,40. Er is niemand die zo hoog boven zijn eigen gestalte uit kon springen als Holm.
Stefan Holm woont met zijn vrouw Anna en zoon Melwin (geboren oktober 2004) in Karlstad en komt uit voor de club Kils AIK Friidrott. In 2004 werd aan Holm de Gouden Medaille van Svenska Dagbladet uitgereikt.

## Einde van carrière
Voor de Olympische Spelen van 2008 had Holm al besloten dat hij meteen zou stoppen met hoogspringen als hij opnieuw olympisch kampioen zou worden. Holm werd in Peking echter slechts vierde. Enkele weken later, op de wereldatletiekfinale in Stuttgart, besloot de voormalig olympisch kampioen een punt te zetten achter zijn olympische carrière. Hij sprong daarna nog enkele wedstrijden, maar zijn afscheid voor het grote publiek vond toch plaats in Peking.

## Titels
- Olympisch kampioen hoogspringen - 2004
- Wereldindoorkampioen hoogspringen - 2001, 2003, 2004, 2008
- Europees indoorkampioen hoogspringen - 2005, 2007
- Zweeds kampioen hoogspringen - 1997, 1998, 1999, 2000, 2001, 2002, 2003, 2004, 2006
- Zweeds indoorkampioen hoogspringen - 1997, 1998, 1999, 2000, 2001, 2002, 2003, 2004, 2006

## Persoonlijke records
Outdoor
| Onderdeel            | Prestatie | Datum             | Plaats |
| -------------------- | --------- | ----------------- | ------ |
| hoogspringen         | 2,37 m    | 13 juli 2008      | Athene |
| verspringen          | 7,18 m    | 13 september 1999 |        |
| polsstokhoogspringen | 2,50 m *  | 2 oktober 1994    |        |
| hink-stap-springen   | 11,91 m   | 9 juni 1991       |        |
| 100 m                | 11,42 s   | 13 september 1999 |        |
| 200 m                | 23,72 s   | 11 augustus 1996  |        |
| 110 m horden         | 16,23 s   | 13 september 1999 |        |
| discuswerpen         | 21,41 m   | 11 september 1999 |        |
| kogelstoten          | 8,49 m    | 11 september 1999 |        |
| kogelslingeren       | 16,73 m   | 11 september 1999 |        |
| speerwerpen          | 34,29 m   | 11 september 1999 |        |

Indoor
| Onderdeel          | Prestatie | Datum            | Plaats |
| ------------------ | --------- | ---------------- | ------ |
| 60 m               | 7,33 s    | 14 januari 2003  |        |
| hoogspringen       | 2,40 m    | 6 maart 2005     | Madrid |
| hink-stap-springen | 12,35 m   | 12 december 1991 |        |

* Hij sprong op het onderdeel hoogspringen tijdens een tienkamp in 1993 hoger dan het polsstokhoogspringen (2,04 m om 2,00 m)

## Prestatie ontwikkeling
- 1988: 1,51 m
- 1989: 1,61 m
- 1990: 1,83 m
- 1991: 1,94 m
- 1992: 2,06 m (2,09 m indoor)
- 1993: 2,14 m
- 1994: 2,18 m
- 1995: 2,21 m
- 1996: 2,26 m
- 1997: 2,22 m (2,30 m indoor)
- 1998: 2,33 m
- 1999: 2,32 m
- 2000: 2,34 m
- 2001: 2,33 m (2,34 m indoor)
- 2002: 2,35 m (2,30 m indoor)
- 2003: 2,34 m (2,36 m indoor)
- 2004: 2,36 m (2,37 m indoor)
- 2005: 2,36 m (2,40 m indoor)
- 2006: 2,34 m (2,30 m indoor)
- 2007: 2,35 m (2,38 m indoor)
- 2008: 2,37 m (2,37 m indoor)

## Palmares

### Olympische Spelen
- 4e: 2008 (Peking)
- : 2004 (Athene)
- 4e: 2000 (Sydney)

### Wereldkampioenschap
- 4e: 2007 (Osaka)
- 7e: 2005 (Helsinki)
- : 2003 (Parijs)
- 4e: 2001 (Edmonton)
- 10e: 1999 (Sevilla)

### Wereldkampioenschap Indoor
- : 2008
- 5e: 2006
- : 2004
- : 2003
- : 2001
- 6e: 1999
- 8e: 1997

### Europees kampioenschap
- : 2006 (Göteborg)
- : 2002 (München)
- 7e: 1998 (Boedapest)

### Europees kampioenschap Indoor
- : 2007 (Birmingham)
- : EK indoor (Madrid)
- : 2002 (Wenen)
- 4e: 2000 (Gent)
- Geen finale: 1998 (Valencia) Uit in de kwalificatieronde

### Goodwill Games
- : 2001

### Wereldkampioenschap voor junioren
- 7e: 1994

### Europees kampioenschap voor junioren
- 6e: 1995
- 11e: 1993

### Universiade
- 4e: 1999

### European Youth Olympic Days
- 4e: 1993

### Europa Cup
- : First League 2005
- : Super League 2004
- : First League 2003
- : First League 2002
- : First League 2001
- : Super League 2000
- : First League 1999
- : First League 1998
- 4e: First League 1997
- 7e: Super League 1996

### IAAF Grand Prix Final / Wereldatletiekfinale
- : 2006
- : 2005
- : 2004
- : 2003
- : 2002
- 6e: 1998

### Golden League-podiumplaatsen
- 1998:  ISTAF - 2,28 m
- 1999:  ISTAF - 2,32 m
- 2002:  Bislett Games - 2,28 m
- 2002:  Golden Gala - 2,33 m
- 2002:  Weltklasse Zürich - 2,35 m
- 2005:  Meeting Gaz de France - 2,32 m
- 2005:  Golden Gala - 2,36 m
- 2005:  Bislett Games - 2,29 m
- 2005:  Weltklasse Zürich - 2,25 m
- 2005:  ISTAF - 2,30 m

### Overige overwinningen
- 1999: Lahti (European Cup first league) - 2,27 m; Stockholm (Grand Prix) - 2,29 m
- 2000: Gateshead (European cup super league) - 2,28 m
- 2001: Helsinki (Grand Prix) - 2,26 m; Vaasa (European Cup first league) - 2,28 m; Brisbane (Goodwill Games) - 2,33 m
- 2002: Doha (Grand Prix) - 2,28 m; Sevilla (European Cup first league) - 2,33 m; Rieti (Grand Prix) - 2,29 m; Parijs (Grand Prix Finale) - 2,31 m
- 2003: Lappeenranta (European Cup first league) - 2,24 m; Rethimnon (atletiek meeting) - 2,34 m; Gateshead (Grand Prix) - 2,30 m
- 2004: Bydgoszcz (European cup super league) - 2,32 m; Iraklion (Grand Prix) - 2,33 m; Eberstadt (hoogspring-meeting) - 2,36 m; Stockholm (Grand Prix) - 2,33 m; Monaco (Wereldatletiekfinale) - 2,33 m
- 2005: Gävle (European Cup first league) - 2,27 m; Stockholm (Grand Prix) - 2,33 m
- 2006: Londen (Grand Prix) - 2,34 m

1896: Ellery Clark ·
1900: Irving Baxter ·
1904: Samuel Jones ·
1908: Harry Porter ·
1912: Alma Richards ·
1920: Richmond Landon ·
1924: Harold Osborn ·
1928: Robert Wade King ·
1932: Duncan McNaughton ·
1936: Cornelius Johnson ·
1948: John Winter ·
1952: Walter Davis ·
1956: Charles Dumas ·
1960: Robert Sjavlakadze ·
1964: Valeri Broemel ·
1968: Dick Fosbury ·
1972: Jüri Tarmak ·
1976: Jacek Wszoła ·
1980: Gerd Wessig ·
1984: Dietmar Mögenburg ·
1988: Hennadi Avdjejenko ·
1992: Javier Sotomayor ·
1996: Charles Austin ·
2000: Sergej Kljoegin ·
2004: Stefan Holm ·
2008: Andrej Silnov ·
2012: Erik Kynard ·
2016: Derek Drouin ·
2020: Gianmarco Tamberi & Mutaz Essa Barshim ·
2024: Hamish Kerr
- World Athletics: 14227623
- International Standard Name Identifier: 0000 0000 5187 2504
- LIBRIS: 262899
- Virtual International Authority File: 66447470